# Haschisch

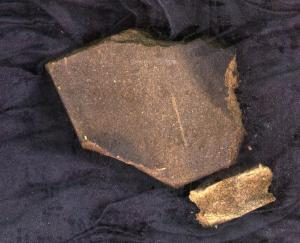
Ein Stück Haschisch („Piece“)

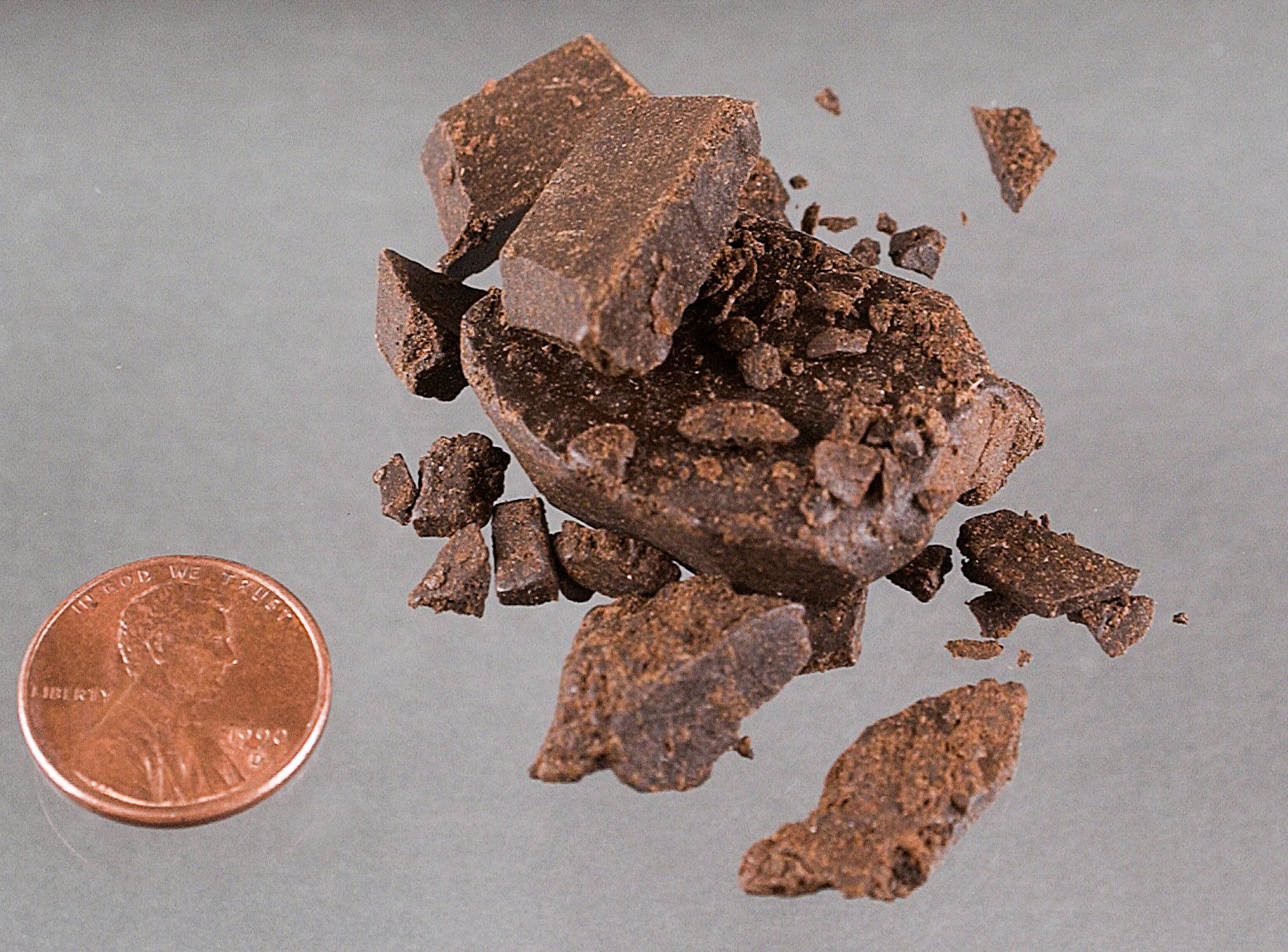
Haschisch

Haschisch (von arabisch حشيش, DMG ḥašīš ‚Gras‘) bezeichnet das Harz, das aus Pflanzenteilen der weiblichen Cannabispflanze (Indischer Hanf) gewonnen wird. Es stellt einen oft zu Platten oder Blöcken gepressten Extrakt dar. Verbreitete synonyme Bezeichnungen dafür sind auch Hasch oder Shit. Einzelne Stücke der gepressten Haschischplatten werden oft „Piece“ genannt (seltener Kanten oder Ecken).
Haschisch ist ein braunes Weichharz, das in Wasser unlöslich ist und auf Platinblech rückstandslos verbrennt. Das Harz löst sich in Ethanol, Ether, Chloroform, Benzol, Benzin, Aceton und Essigester unter Bildung einer goldgelben Farbe.
Bei der Produktion von hochwertigem Haschisch finden hauptsächlich die Blütenstände der weiblichen Cannabispflanze Verwendung. Grund dafür ist, dass sie gegenüber den restlichen Pflanzenteilen wesentlich mehr Harzdrüsen mit Tetrahydrocannabinol (THC) enthalten, dem hauptsächlich rauschbewirkenden Bestandteil der Pflanze.
In Deutschland war der Besitz von Cannabisprodukten bis zum 31. März 2024 verboten. Seit dem  1. April 2024 ist der Besitz von bis zu 25 bzw. 50 Gramm (zu Hause) durch das Cannabisgesetz erlaubt.
Der Besitz – aber nicht der Konsum – von Cannabisprodukten wie Haschisch ist in Österreich verboten.
In der Schweiz ist der Besitz von bis zu 10 Gramm Cannabis für den Eigenkonsum erlaubt.
Siehe auch Rechtliche Regelungen zu Cannabis nach Ländern.

## Verwendung
Hasch wird sowohl als Rauschmittel wie auch seit dem Altertum als Arzneimittel genutzt. Mit seiner entspannenden Wirkung zählt es zu den eher „weichen“ Drogen. Haschisch wird meist in Pfeifen (Bong) oder als Joint geraucht, kann aber auch in Speisen konsumiert werden.
Mit der Gesetzesänderung in Deutschland vom 10. März 2017 hinsichtlich „Cannabis als Medizin“ sind standardisierte Extrakte aus der Cannabisblüte Teil der Therapiemöglichkeiten geworden und können von den Krankenkassen übernommen werden.

## Inhaltsstoffe
In der Hanfpflanze Cannabis sativa konnten bisher 483 (Stand: 2007) verschiedene Inhaltsstoffe identifiziert werden. Darunter befinden sich mindestens 113 Cannabinoide und mehr als 140 Terpenderivate. Da mittlerweile auch viele synthetische Cannabinoide auf dem Markt sind, bezeichnet man die Cannabinoide aus der Hanfpflanze als Phytocannabinoide. Die Inhaltsstoffe des Cannabisharzes lassen sich grob in cannabinoide und nicht-cannabinoide Substanzen einteilen. Die für den Geruch verantwortlichen Substanzen, die zum Spitznamen „Shit“ führten, gehören zur Gruppe von flüchtigen prenylierten Schwefelverbindungen. Als primärer Geruchsstoff wurde die Verbindung 3-Methyl-2-buten-1-thiol identifiziert, die auch im Analdrüsensekret von Stinktieren und bei der Zersetzung von Bier auftritt.

## THC-Gehalt
Die Cannabinoide machen bis zu 80 % des Harzes aus, wobei der Gehalt an Δ-9-THC bis über 30 % betragen kann. In Europa von der Polizei beschlagnahmtes Haschisch enthielt im Jahr 2015 zwischen 4 und 28 % THC. Nicht-cannabinoide Komponenten sind Flavonoide, Spiroindane, Dihydrostilbene, Dihydrophenanthrene, Sterole und Alkaloide.

## Begriffliches
Wird nur das extrahierte Harz der weiblichen Pflanzen verwendet, spricht man von Haschisch. Verwendet man allerdings die harzhaltigen getrockneten Blütentrauben und blütennahen Blätter als Ganzes, wird stattdessen von Marihuana gesprochen. Die Stammpflanzen Cannabis sativa bzw. Cannabis indica und deren Hybride beinhalten die größten Mengen an Harz, das aus den Trichomen (THC-haltigen Drüsenhaaren) der Blüten und Blattkelche weiblicher Pflanzen gewonnen wird.
Das im deutschsprachigen Raum wohl geläufigste Synonym für Haschisch ist „Piece“. Ein Piece [pi:s] (englisch Stück oder Teil) war ursprünglich ein Jargonausdruck für eine handelsübliche Menge des gepressten Pflanzenharzes. Das Stück wird dabei, von den ursprünglichen Platten oder Riegeln abgetrennt, als solches an die Konsumenten verkauft. Mittlerweile hat sich der Ausdruck soweit verselbständigt, dass das Wort „piece“ (bzw. das eigentlich falsche „peace“) oftmals synonym zu dem Wort Haschisch, also unabhängig von Menge, Herstellung und Form, benutzt wird.

## Produktionsländer

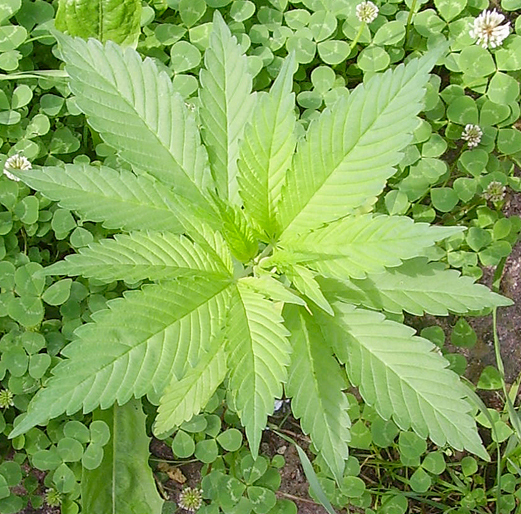
Junge Hanfpflanze

60 bis 70 Prozent des in Großbritannien genutzten Haschisch kam 2003 aus Marokko, wo Cannabis vor allem im Rif-Gebirge im Norden des Landes auf einer Fläche von rund 250.000 Hektar angebaut wird. Marokko exportiert etwa 3.000 Tonnen Haschisch pro Jahr. Damit bestreiten schätzungsweise 200.000 Bauern mit Familien, das heißt etwa eine Million Marokkaner, ihren Lebensunterhalt. Das übrige Haschisch kommt aus anderen Ländern und zunehmend auch aus Europa selbst.
Afghanistan ist nicht nur weltgrößter Produzent von Opium, sondern bietet in puncto Ertrag auch die weltweit besten Anbaubedingungen für Cannabis, wie 2010 von den Vereinten Nationen für Drogen- und Verbrechensbekämpfung UNODC festgestellt wurde. Nach Angaben der UNODC-Studie werden in Afghanistan pro Hektar Anbaufläche 145 Kilogramm Cannabis-Harz bzw. Haschisch produziert. In Marokko, dem größten Cannabisanbauland der Welt, sind es zum Vergleich pro Hektar nur 40 Kilogramm.
Unter Kunstlicht gezüchtete Cannabispflanzen sind durch züchterische Arbeit heute reicher an THC als die Pflanzen aus den traditionellen Anbaugebieten; sie gelangen zumeist als Cannabisblüten, das Marihuana, auf den Markt. Haschisch wird auch in den holländischen Coffeeshops angeboten, sowohl zum Rauchen als auch zum Essen in Gebäck.

## Haschischsorten und ihre Verarbeitung

### Sorten und Qualität

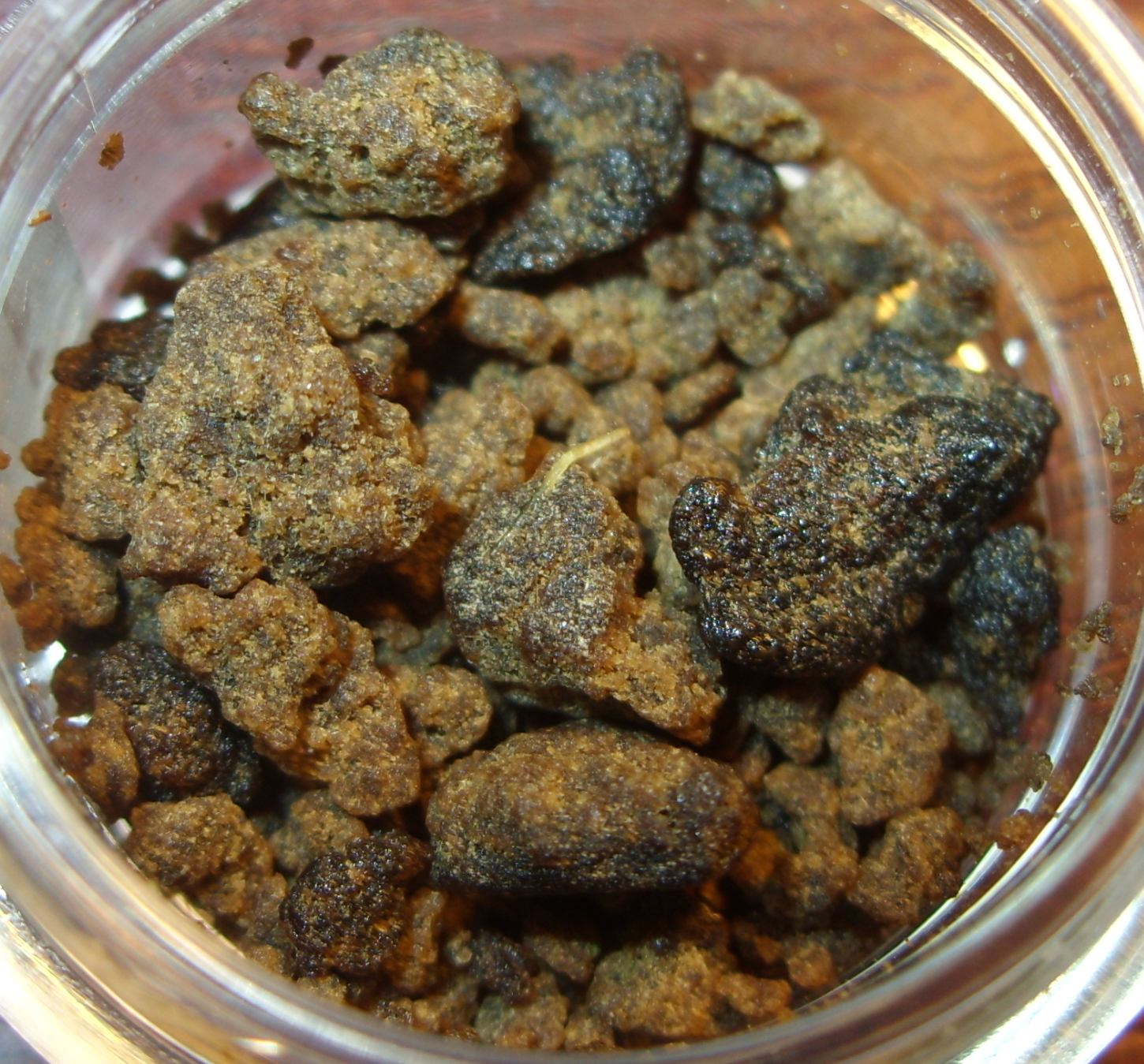
Medizinisches Haschisch aus den USA

Haschisch gibt es zudem in verschiedensten Sorten, Farben und Konsistenzen. Zu beachten ist dabei, dass der Wirkstoffgehalt unterschiedlicher Sorten, Pflanzen und Chargen erheblich differieren kann, was nicht nur von der Ausgangsqualität (1., 2., 3. etc. Siebung), sondern auch von etwaigen Streckmitteln abhängig ist. Haschisch aus traditionellen Anbauländern wird häufig mit Streckmitteln wie Gummi, Wachs, Sand, Damiana oder Henna, aber beispielsweise auch tierischem Fett vermengt. Die Abgabe an Konsumenten unterliegt, vor allem aufgrund des illegalen Status, keiner geregelten Qualitätssicherung.
Im deutschsprachigen Raum unterscheidet sich der Wirkstoffgehalt von Haschisch nicht stark von dem der Cannabisblüten. Dies belegen Cannabisproben des Bundeskriminalamtes, die für das Jahr 2004 sogar eine höhere durchschnittliche Wirkstoffkonzentration bei Cannabisblüten ergaben.

### Typisierung nach Farben

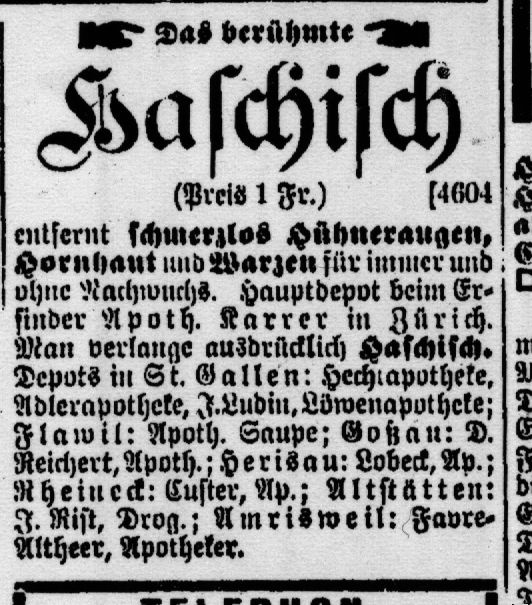
Tagblatt der Stadt St. Gallen Nr. 117 vom Samstag, 20. Mai 1893

Die unterschiedlichen Farben der verschiedenen Sorten sind eine Folge sowohl verschiedener verwendeter Marihuanasorten als auch verschiedener Herstellungsarten:
- „Schwarzer Afghane“ sowie andere „schwarze“ Sorten (aus Nepal, Indien, Pakistan etc.). Es ist eine Legende, dass das Harz durch Abreiben von der wachsenden Pflanze gewonnen werde. Das noch helle Harz wird geknetet und verdichtet, bis die Harzdrüsen aufplatzen und es eine schwarze Farbe aufweist.
- Die Pflanzen, aus denen der „Rote Libanese“ gewonnen wird, werden so lange auf dem Feld stehen gelassen, bis die Harzdrüsen voll ausgereift sind und eine goldgelbe bis rötliche Farbe angenommen haben. Dann werden die ganzen Pflanzen über dem Boden abgeschnitten und in Kisten oder Gefäßen abgeklopft. Die reifen Harzdrüsen brechen ab, fallen zu Boden und werden dann zu so genannten Pucks gepresst.
- Marokkanisches Haschisch (früher auch „Grüner Türke“) wird geerntet, getrocknet und dann in mehreren Durchgängen gesiebt. Dadurch kommen unterschiedliche Qualitätsstufen zustande. Das Grün entsteht durch mehr grobes Pflanzenmaterial in den niedrigeren Qualitätsstufen.[13][14]

### Geräte zur Verarbeitung
Die Herstellung von Haschisch in Marokko und Europa erfolgt mit Sieben definierter Maschenweite, mit deren Hilfe die sehr feinen Trichome (jene Pflanzenbestandteile, die das meiste Harz und somit THC beinhalten) von den restlichen Pflanzenteilen getrennt werden. Das durch trockene Siebungen gewonnene Harzpulver wird auch Skuff oder Kief genannt und meist zu Haschisch gepresst. Ein leicht gepresstes Skuffprodukt wird auch Pollen, Polm oder Pollum genannt, enthält aber keine, wie der Name suggerieren könnte, Blütenpollen.

## Aufbereitung und Konsum
Das Haschisch wird erhitzt, zerkrümelt und (häufig zum leichteren Anbrennen mit Tabak oder Knaster vermischt) in einem Joint, in einer Kleinpfeife oder Bong geraucht oder mit einem Vaporizer inhaliert. Außerdem wird es in Form von Keksen oder Kuchen (engl.: space cookies oder space cakes) gegessen.
Reines Haschisch ist bei gleichem Ausgangsmaterial potenter als Marihuana. Bei oraler Einnahme wird eine stärkere oder längere Wirkung erzielt, welche jedoch später eintritt (etwa eine Stunde nach dem Verzehr, beim Rauchen bereits nach wenigen Sekunden bis Minuten). Aufgrund der verzögerten Wirkung kann es leichter zur Überdosierung kommen als bei der Inhalation. Diese kann sich unter anderem durch Herzrasen und Panik bemerkbar machen.

## Toxizität
Hauptartikel: Tetrahydrocannabinol: Toxizität
Die mittlere letale Dosis oder kurz LD50 des Hauptwirkstoffes Tetrahydrocannabinol (THC) beträgt bei Mäusen im Fall intravenöser Gabe 42 Milligramm je Kilogramm Körpergewicht, bei oraler Einnahme 482 Milligramm pro Kilogramm Körpergewicht; bei Ratten beträgt der LD50-Wert bei intravenöser Aufnahme 29 mg/kg, bei oraler Gabe 666 mg/kg.

## Trivia
In Literatur und Film
- Haschisch – Dokumentarfilm von Daniel Gräbner
- Robert Connell Clarke: Haschisch. AT, Aarau 2000, ISBN 3-85502-669-6.
- Walter Benjamin: Über Haschisch. Novellistisches, Berichte, Materialien. Suhrkamp, Frankfurt am Main 2000, ISBN 3-518-36521-5.
- Friedrich Glauser: Kif. In: Das erzählerische Werk, Band 4: Gesprungenes Glas. Zürich 1993, ISBN 3-85791-206-5.

Nietzsche
In seiner autobiographischen Schrift Ecce homo bezieht sich der Philosoph Friedrich Nietzsche in einem Nebensatz auf den Haschischkonsum: „Wenn man von einem unerträglichen Druck loskommen will, so hat man Haschisch nötig. Wohlan, ich hatte Wagner nötig.“